# Lone Star (1996)
Lone Star ist ein US-amerikanischer Film, den der Independentregisseur John Sayles 1996 drehte. Porträtiert werden die Bewohner einer kleinen Grenzstadt des Lone Star State Texas und deren Verstrickungen in Vorgänge, die fast vierzig Jahre zurückliegen.

## Handlung
In einer texanischen Grenzstadt zu Mexiko wird ein vierzig Jahre altes Skelett aufgefunden. Sheriff Sam Deeds findet heraus, dass es sich um einen seiner Vorgänger handelt, Charlie Wade. Dieser war rassistisch und korrupt. Wade war der Handlanger des damaligen Richters, dem seinerzeit alles in der Gegend gehörte. Straftaten selbst störten beide nicht, allerdings störte es sie sehr, wenn sie nicht an deren Ertrag beteiligt wurden. Bezahlten Menschen nicht, wurden sie erschossen. Zu den Getöteten gehört auch der Vater von Pilar, mit der Sam als Jugendlicher zusammen war.
Nur der Hilfssheriff Buddy Deeds, Sams Vater, opponierte offen gegen seinen Vorgesetzten. Kurz darauf verschwand Wade, und Buddy wurde sein allseits beliebter Nachfolger. Nun, nachdem Bud selbst tot ist, soll er ein Denkmal erhalten. Deshalb passt es den Honoratioren der Stadt nicht, dass Sam zunehmend seinen Vater, zu dem er eine schwierige Beziehung hatte, des Mordes verdächtigt. Buddy unterband unter anderem die Liebe seines Sohnes zur aus Mexiko stammenden Pilar, die beide nunmehr als Erwachsene wieder aufnehmen. Pilar ist als Lehrerin an der örtlichen Schule tätig. Sie ist verwitwet und hat zwei Kinder im Teenageralter.
In diese Untersuchungen mischen sich die Bilder einer Stadt in den 1950ern, in denen die Unterdrückung der verschiedenen Minderheiten der Afroamerikaner, Mexikaner, Latinos und Indianer auf allen Ebenen stattfand. Aber auch vierzig Jahre später streiten sich die verschiedenen ethnischen Gruppierungen um den richtigen Schulunterricht und bleiben im Wesentlichen unter sich. Noch immer gibt es eine Kneipe nur für „Schwarze“ und gemischtrassige Beziehungen werden nicht gern gesehen.
Ein weiterer Handlungsstrang beleuchtet die Beziehung des Kneipenbesitzers Otis Payne zu seinem Sohn, Colonel Delmore Payne. Delmore wird Befehlshaber des örtlichen Stützpunktes und kehrt deshalb mit seiner Familie in den Ort seiner Kindheit zurück. Er weigert sich, mit seinem Vater Otis Kontakt aufzunehmen, der ihn in seiner Kindheit wegen seiner Arbeit oft vernachlässigte. Dabei wiederholt er die Fehler seines Vaters nun selbst bei seinem Sohn. Als Delmore seinem Vater schließlich einen Besuch abstattet, geschieht dies aus dienstlichen Gründen, da er aufgrund einer Schießerei unter Soldaten in der Kneipe überlegt, seinen Soldaten diese Besuche zu verbieten. Der Bitte seines Vaters Otis um privaten Kontakt verweigert er sich. Erst nach dem Gespräch mit einer des Drogenkonsums überführten schwarzen Soldatin erkennt Delmore, dass Menschen unterschiedliche Lebensentwürfe haben können, und entschließt sich, sowohl auf seinen Sohn wie auch auf seinen Vater zuzugehen.
Die Geschichte handelt auch von Pilars Mutter Mercedes, die sich ihrer Tochter gegenüber weigert, ihre mexikanischen Wurzeln anzuerkennen und von ihren Mitarbeitern verlangt, Englisch zu sprechen. Erst als einer ihrer Angestellten seine Verlobte in die USA einschleust, stellt sich heraus, dass sie selbst einst illegal eingewandert ist.
Im Laufe der Untersuchungen gewinnt Sam immer mehr Erkenntnisse und erhält Informationen über seinen Vater, die seinen Status als Legende infrage stellen. So betrog Buddy seine Frau und nutzte Geld aus der Gemeindekasse, um seiner Geliebten und ihrer Tochter mit dem Kauf eines Restaurants eine wirtschaftliche Grundlage zu geben. Sam entdeckt, dass es sich bei der unehelichen Tochter seines Vaters um Pilar handelt. Sam bringt auch in Erfahrung, dass nicht Buddy, sondern Hilfssheriff Hollis – der nachmalige Bürgermeister – den tödlichen Schuss auf Wade abgegeben hat, als dieser Otis Payne kaltblütig erschießen wollte.
Sam und Pilar wollen ihre Liebe trotz der Tatsache leben, dass sie Halbgeschwister sind. Dass Pilar nach Komplikationen bei der Geburt ihrer Tochter nicht mehr schwanger werden kann, erleichtert diese Entscheidung zusätzlich. Sie beschließen, von vorne zu beginnen und die alten Geschichten ruhen zu lassen.

## Soundtrack
Der Original-Soundtrack aus dem Film Lone Star mit 15 Titeln, darunter My Love Is von Little Willie John („Meine Liebe zu dir ist wie eine Bergseite, [ ], wie ein Ozean, [ ], wie das tiefblaue Meer“), ist zusammengefasst auf einer Audio-CD mit dem Titel Lone Star.

## Rezeption
Lone Star erhielt ein gutes Presseecho, was sich auch in den Auswertungen US-amerikanischer Aggregatoren widerspiegelt. So erfasst Rotten Tomatoes größtenteils positive Besprechungen und ordnet den Film dementsprechend als „Zertifiziert Frisch“ ein. Laut Metacritic fallen die Bewertungen im Mittel „Grundsätzlich Wohlwollend“ aus.

„Eine intelligente, die Sehgewohnheiten herausfordernde Reflexion über menschliches Handeln und dessen Freiheit, die formal in Bann schlägt und dessen psychologischer Realismus das eigene Nachdenken befördert.“

Der Film wurde bei zahlreichen Preisverleihungen berücksichtigt, von 24 Nominierungen erhielt er 11 Auszeichnungen.
So stand Sayles mit seinem Original-Drehbuch in der engeren Auswahl für den Oscar, den BAFTA Award, den Golden Globe und den Preis der Writers Guild of America.
Chris Cooper erhielt eine Nominierung für den Chlotrudis Award.
Den Independent Spirit Award konnte Elizabeth Peña als „Beste Nebendarstellerin“ mit nach Hause nehmen, während es in den Kategorien „Bester Film“, „Bester Hauptdarsteller“ (Cooper) sowie „Bestes Drehbuch“ bei einer Nominierung blieb.
Zudem gewannen Peña und der Film Auszeichnungen beim NCLR Bravo Award, der positive Darstellungen hispanischer Personen belohnt. Tony Plana war nominiert.
Ironischerweise war Lone Star der große Abräumer bei der Verleihung der Lone Star Film & Television Awards. Der Film gewann in sämtlich nominierten Kategorien: „Bester Film“, „Beste Regie“, „Bestes Drehbuch“, „Bester Darsteller“ (Cooper), „Beste Nebendarsteller“ (Canada und McDormand).